# Medardus von Noyon

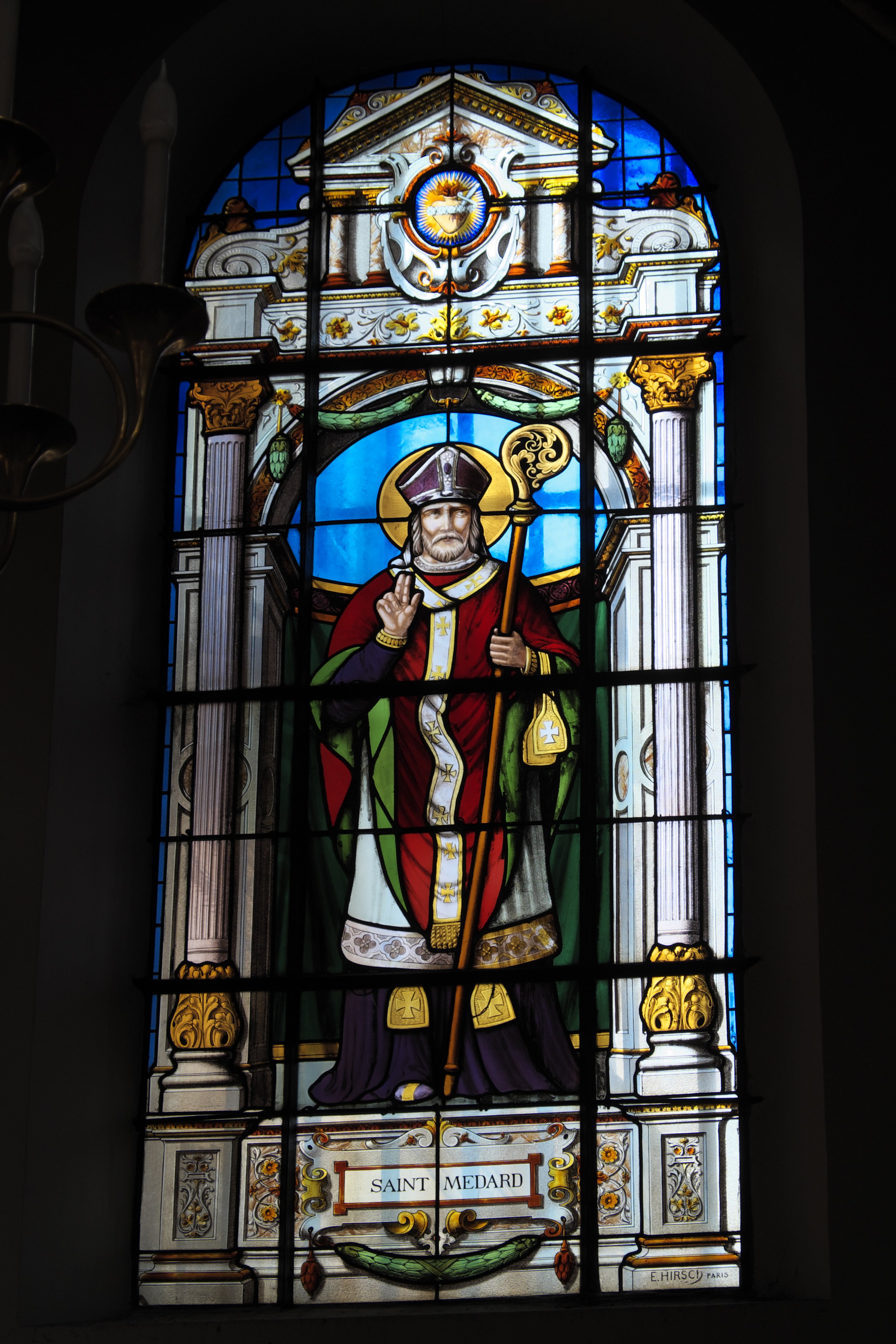
Heiliger Medardus von Noyon

Medardus (* 456 in Salency, Gallia Belgica, Nordfrankreich; † 8. Juni 545 in Noyon) war Mitte des 6. Jahrhunderts Bischof von Vermandois, dann von Noyon und später von Tournai, von wo aus er Flandern missionierte. Medardus war für seine Mildtätigkeit bekannt und wurde heiliggesprochen. Sein Gedenktag ist der 8. Juni.

## Vita
Medardus wurde als Sohn eines fränkischen Adligen geboren. Er wurde Priester und später Bischof des Vermandois. Gemäß der Überlieferung wurde er im Jahr 532 auch Bischof von Tournai, von wo aus er die Flamen missionierte. Medardus wird außerdem im Zusammenhang mit der Weihung der hl. Radegundis, bis dahin Frau des Königs Chlothar I. und somit Königin in einem der merowingischen Teilreiche, erwähnt. Radegundis floh in seine Kirche, nachdem Clothar ihren Bruder getötet hatte, um sich zur Diakonissin weihen zu lassen und dem weltlichen Leben zu entfliehen. Nicetius von Trier berichtet um 565 über Wunder an seinem Grab. Seine Vita wurde kurz nach 600 verfasst.
Oft heißt es, dass der heilige Godard (Gildard), welcher Erzbischof von Rouen war, sein Zwillingsbruder gewesen sein soll. Godard und Medardus sollen am selben Tag gestorben sein, so dass die Feste beider Heiliger zusammenfallen. Dies ist jedoch eine Legende, welche im 9. Jahrhundert das erste Mal aufkam und sich seitdem hartnäckig hält. Er wurde auf Geheiß des fränkischen Königs im später nach ihm benannten Kloster Saint-Médard in Soissons nördlich von Paris begraben.

## Verehrung
Viele Kirchen tragen das Patrozinium des hl. Medardus (siehe Medarduskirche). In Frankreich tragen 20 Gemeinden den Namen Saint-Médard, in Deutschland sind es nur Medard (Glan) sowie ein Stadtteil von Trier. Er wird weiterhin in Belgien und Deutschland als Schutzpatron verehrt, wie zum Beispiel in Ostdorf oder in den Städten Bendorf und Lüdenscheid, wo der Heilige zudem im Stadtwappen dargestellt wird. Er ist auch Schutzpatron der kleinen italienischen Stadt Arcevia.
Der Heilige ist Schutzpatron der Bauern, Winzer, Bierbrauer und Schirmemacher. Er wird sowohl bei Regen, Zahnschmerzen, Fieber und Geisteskrankheiten als auch für trockenes Heuwetter und eine gute Ernte angerufen. Zudem soll er zur Befreiung aus der Gefangenschaft verhelfen.
In den österreichischen Bundesländern gilt traditionell der Medardus-Tag als der günstigste Tag, um Möhren (Karotten) für die Herbsternte anzusäen.

## Darstellung
Mittelalterliche Darstellungen des Heiligen sind nicht bekannt. Auf Gemälden und in Kirchenfenstern wird Medardus zumeist im Bischofsornat dargestellt; selten trägt er ein Herz in der linken Hand.

## Bauernregel
Für Medardus gibt es in Tschechien, in Ungarn und auch in Frankreich eine der Siebenschläferregel ähnliche Bauernregel, die das Wetter für 40 Tage vorhersagt:

„Wenn es an Medardus regnet, wird es 40 Tage nass.“

„Medardova kápě, 40 dní kape.“  bzw. « S’il pleut à la Saint Médard, il pleuvra 40 jours plus tard. »